# August Maximilian Ferdinand Anton von Almstein
August Maximilian Ferdinand Anton von Almstein, avstrijski admiral, * 18. avgust 1838, † 3. september 1896.

## Življenjepis
Kot kapitan cesarske jahte Miramar je jeseni 1885 spremljal cesarico Elizabeto na njenem potovanju po levantinski obali. O tej izkušnji je napisal tudi knjigo.
Upokojen je bil 1. novembra 1894.

## Pregled vojaške kariere
Napredovanja
- kontraadmiral: 1. maj 1892 (retroaktivno z 27. aprilom 1892)

## Bibligrafija
- Ein flüchtiger Zug nach dem Orient. Reise der allerdurchlauchtigsten Frau Gräfin von Hohenembs (Kaiserin Elisabeth von Österreich) im Herbst des Jahres 1885. (Dunaj, 1887)